# Orrios

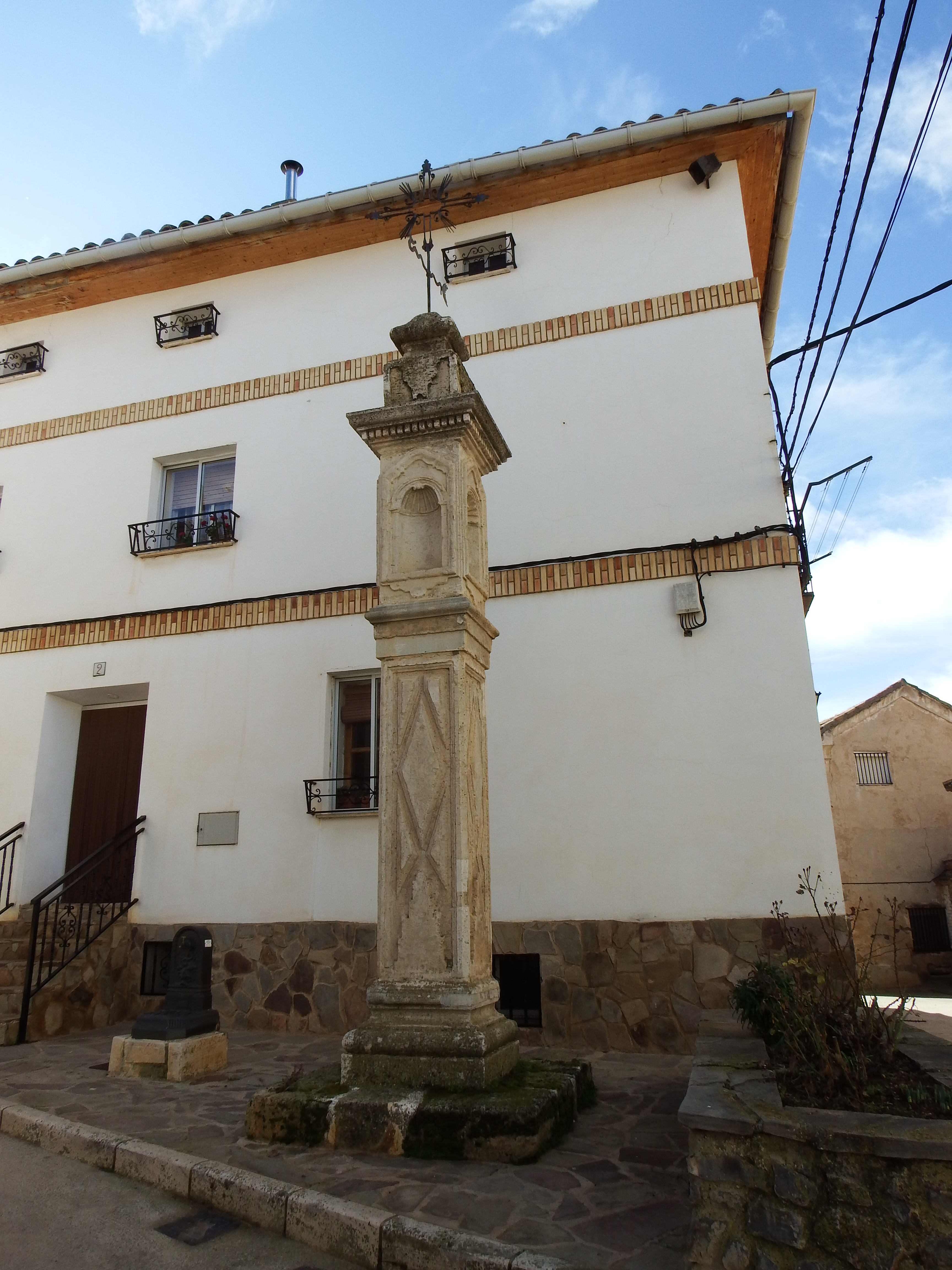
Orrios – Bildstock

Orrios ist ein Bergdorf und eine Gemeinde mit nur noch 119 Einwohnern (Stand: 2024) in der Provinz Teruel in der autonomen Region Aragonien im östlichen Zentrum von Spanien.

## Lage und Klima
Der Ort Orrios liegt am Río Alfambra im von Bachläufen (barrancos) durchzogenen gebirgigen Zentrum der Provinz Teruel etwa 33 km (Fahrtstrecke) nördlich der Provinzhauptstadt Teruel in einer Höhe von ca. 1045 m; bis nach Valencia sind es gut 170 km in südöstlicher Richtung. Die Mittelmeerküste ist annähernd 100 km (Luftlinie) entfernt. Das Klima ist meist warm und trocken; der eher spärliche Regen (ca. 350 mm/Jahr) fällt überwiegend in den Wintermonaten.

## Bevölkerungsentwicklung
| Jahr      | 1857 | 1900 | 1950 | 2000 | 2022 |
| Einwohner | 390  | 393  | 466  | 191  | 123  |

Die Mechanisierung der Landwirtschaft sowie die Aufgabe bäuerlicher Kleinbetriebe („Höfesterben“) und der daraus resultierende Verlust an Arbeitsplätzen haben seit der Mitte des 20. Jahrhunderts zu einer Landflucht und zu einem deutlichen Bevölkerungsrückgang geführt.

## Wirtschaft
Nur etwa ein Viertel des Gemeindegebietes wird landwirtschaftlich genutzt, wobei der Anbau von Getreide, Melonen und die Weidewirtschaft im Vordergrund stehen.

## Geschichte
Im 8. Jahrhundert eroberten die Mauren beinahe die gesamte Iberische Halbinsel. Die Gegend wurde um das Jahr 1170 von König Alfonso II. zurückerobert (reconquista); danach befand sie sich jahrhundertelang in Händen verschiedener Ritterorden.

## Sehenswürdigkeiten
- Eine von den Mauren erbaute, später jedoch von den Ritterorden weitgehend neu gebaute Burg (castillo) ist nur noch in Ruinen erhalten.[4]
- Die im 17. und 18. Jahrhundert erbaute einschiffige gotische Iglesia de la Asunción de Nuestra Señora ist der Himmelfahrt Mariens geweiht. Die Kirche hat mehrere Seitenkapellen auf beiden Seiten. Das Altarretabel ist jüngeren Datums.
- Vor der Kirche steht ein Bildstock (peirón) mit quadratischem Grundriss. Zwei weitere Bildstöcke bereichern das Ortsbild.